# George McCrae

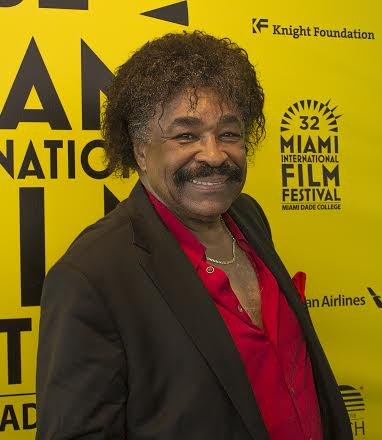
George McCrae (2015)

George Warren McCrae, Jr. (* 19. Oktober 1944 in West Palm Beach, Florida) ist ein US-amerikanischer Pop- und R&B-Sänger, der 1974 mit Rock Your Baby einen internationalen Nummer-1-Hit hatte. Er war Anfang der 1970er Jahre einer der ersten Interpreten der Discomusik.

## Leben
George McCrae ist der Sohn eines Polizisten und hat acht Brüder. Er heiratete in den 1960er Jahren die Sängerin Gwen Mosley aus Florida. Mit ihr trat er ab 1967 in Südstaaten-Bars auf. 1969 entstand ihre erste gemeinsame Aufnahme Three Hearts in a Tangle in Miami. Danach gingen die Eheleute musikalisch getrennte Wege. In den folgenden Jahren blieb nicht nur McCraes Single Please Help Me Find My Baby unbeachtet, deshalb wurde er als Fensterputzer, Mechaniker, Maschinist, Manager seiner Frau und Jurastudent tätig.
Als McCrae seine musikalische Laufbahn wegen Erfolglosigkeit beenden wollte, hörte er ein Instrumental-Tonband der Sessionmusiker Harry Wayne Casey und Rick Finch. Rock Your Baby bekam einen Text und war eine neue Chance für den Sänger. Mit diesem Lied schaffte er 1974 den Durchbruch und hatte gleichzeitig seinen größten Erfolg überhaupt (zehn Wochen Platz eins in den deutschen Singlecharts). In den Folgejahren erzielte er weltweit eine Reihe weiterer großer Erfolge und bekam 14 Goldene und acht Platin-Schallplatten.
Bis in die 1990er Jahre tourte McCrae durch Clubs und Diskotheken. 2009 erschien das Album Time for a Change in Deutschland. Er lebt im niederländischen Munstergeleen und verbringt einen Teil des Jahres auf Aruba. McCraes Tochter Marcella war 2007 Kandidatin bei der Castingshow Popstars on Stage auf ProSieben.

## Diskografie

### Alben
| Jahr | Titel          | Höchstplatzierung, Gesamtwochen, AuszeichnungChartplatzierungen (Jahr, Titel, Platzierungen, Wochen, Auszeichnungen, Anmerkungen) | Höchstplatzierung, Gesamtwochen, AuszeichnungChartplatzierungen (Jahr, Titel, Platzierungen, Wochen, Auszeichnungen, Anmerkungen) | Höchstplatzierung, Gesamtwochen, AuszeichnungChartplatzierungen (Jahr, Titel, Platzierungen, Wochen, Auszeichnungen, Anmerkungen) | Höchstplatzierung, Gesamtwochen, AuszeichnungChartplatzierungen (Jahr, Titel, Platzierungen, Wochen, Auszeichnungen, Anmerkungen) | Höchstplatzierung, Gesamtwochen, AuszeichnungChartplatzierungen (Jahr, Titel, Platzierungen, Wochen, Auszeichnungen, Anmerkungen) | Anmerkungen                                                                                  |
| Jahr | Titel          | DE | AT | UK | US | R&B | Anmerkungen                                                                                  |
| ---- | -------------- | --- | --- | --- | --- | --- | -------------------------------------------------------------------------------------------- |
| 1974 | Rock Your Baby | DE1 (44 Wo.)DE | AT7 (4 Wo.)AT | UK13 Silber · (26 Wo.)UK | US38 (15 Wo.)US | R&B7 (16 Wo.)R&B | Erstveröffentlichung: 17. Juni 1974 Produzenten: Harry Wayne Casey, Richard Finch            |
| 1975 | George McCrae  | DE33 (8 Wo.)DE | — | UK21 (3 Wo.)UK | US152 (5 Wo.)US | R&B24 (7 Wo.)R&B | Erstveröffentlichung: Dezember 1974 Produzenten: Harry Wayne Casey, Richard Finch            |
| 1976 | Together –     | — | — | — | — | R&B33 (8 Wo.)R&B | Erstveröffentlichung: Dezember 1975 mit Gwen McCrae Produzenten: Clarence Reid, Steve Alaimo |

Weitere Alben
- 1976: Diamond Touch
- 1978: George McCrae
- 1979: We Did It!
- 1984: One Step Closer to Love
- 1985: Love’s Been Good to Me
- 1987: I Feel Love for You
- 1991: With All My Heart
- 1995: Do Something
- 2004: America Red White & Blue
- 2009: Time for a Change
- 2016: Love

### Kompilationen
- 1975: The Best of George McCrae
- 1981: George McCrae Featuring Rock Your Baby
- 1992: The Very Best Of
- 1993: Rock Your Baby: The Best of George & Gwen McCrae
- 1993: Rock Your Baby
- 1995: The Best of George McCrae: Rock Your Baby
- 1995: Romance
- 2000: The Hits
- 2001: The Very Best Of
- 2002: Rock Your Baby
- 2005: Latest & Greatest Hits

### Singles
| Jahr | Titel Album                                                  | Höchstplatzierung, Gesamtwochen, AuszeichnungChartplatzierungen (Jahr, Titel, Album, Platzierungen, Wochen, Auszeichnungen, Anmerkungen) | Höchstplatzierung, Gesamtwochen, AuszeichnungChartplatzierungen (Jahr, Titel, Album, Platzierungen, Wochen, Auszeichnungen, Anmerkungen) | Höchstplatzierung, Gesamtwochen, AuszeichnungChartplatzierungen (Jahr, Titel, Album, Platzierungen, Wochen, Auszeichnungen, Anmerkungen) | Höchstplatzierung, Gesamtwochen, AuszeichnungChartplatzierungen (Jahr, Titel, Album, Platzierungen, Wochen, Auszeichnungen, Anmerkungen) | Höchstplatzierung, Gesamtwochen, AuszeichnungChartplatzierungen (Jahr, Titel, Album, Platzierungen, Wochen, Auszeichnungen, Anmerkungen) | Höchstplatzierung, Gesamtwochen, AuszeichnungChartplatzierungen (Jahr, Titel, Album, Platzierungen, Wochen, Auszeichnungen, Anmerkungen) | Höchstplatzierung, Gesamtwochen, AuszeichnungChartplatzierungen (Jahr, Titel, Album, Platzierungen, Wochen, Auszeichnungen, Anmerkungen) | Anmerkungen |
| Jahr | Titel Album                                                  | DE | AT | CH | UK | US | R&B | Dance | Anmerkungen |
| ---- | ------------------------------------------------------------ | --- | --- | --- | --- | --- | --- | --- | --- |
| 1974 | Rock Your Baby                                               | DE1 Gold · (33 Wo.)DE | AT1 (24 Wo.)AT | CH1 (16 Wo.)CH | UK1 Gold · (14 Wo.)UK | US1 (17 Wo.)US | R&B1 (19 Wo.)R&B | Dance— aDance | Erstveröffentlichung: März 1974 Autoren: Harry Wayne Casey, Richard Finch                                              |
| 1974 | I Can’t Leave You Alone Rock Your Baby                       | DE3 (20 Wo.)DE | AT11 (8 Wo.)AT | — | UK9 (9 Wo.)UK | US50 (6 Wo.)US | R&B10 (12 Wo.)R&B | — | Erstveröffentlichung: September 1974 Autoren: Harry Wayne Casey, Richard Finch                                         |
| 1974 | You Can Have It All Rock Your Baby                           | — | — | — | UK23 (9 Wo.)UK | — | — | — | Erstveröffentlichung: November 1974 Autoren: Harry Wayne Casey, Richard Finch                                          |
| 1974 | I Get Lifted Rock Your Baby                                  | — | — | — | — | US37 (9 Wo.)US | R&B8 (18 Wo.)R&B | — | Erstveröffentlichung: Dezember 1974 Autoren: Harry Wayne Casey, Richard Finch Original. KC and the Sunshine Band, 1974 |
| 1975 | Look at You Rock Your Baby                                   | — | — | — | — | US95 (1 Wo.)US | R&B31 (8 Wo.)R&B | — | Erstveröffentlichung: Februar 1975 Autoren: Harry Wayne Casey, Richard Finch                                           |
| 1975 | Sing a Happy Song George McCrae                              | DE13 (10 Wo.)DE | — | — | UK38 (4 Wo.)UK | — | — | — | Erstveröffentlichung: März 1975 Autoren: Harry Wayne Casey, Richard Finch                                              |
| 1975 | It’s Been So Long George McCrae                              | DE27 (8 Wo.)DE | — | — | UK4 Silber · (11 Wo.)UK | — | — | — | Erstveröffentlichung: Juli 1975 Autoren: Harry Wayne Casey, Richard Finch                                              |
| 1975 | I Ain’t Lyin’ George McCrae                                  | DE35 (3 Wo.)DE | — | — | UK12 (7 Wo.)UK | — | R&B31 (10 Wo.)R&B | — | Erstveröffentlichung: August 1975 Autoren: Harry Wayne Casey, Richard Finch                                            |
| 1975 | Honey I George McCrae                                        | — | — | — | UK33 (4 Wo.)UK | US65 (5 Wo.)US | R&B18 (14 Wo.)R&B | — | Erstveröffentlichung: Dezember 1975 Autoren: Harry Wayne Casey, Richard Finch                                          |
| 1976 | Winners Together or Losers Apart Together                    | — | — | — | — | — | R&B44 (7 Wo.)R&B | — | Erstveröffentlichung: April 1976 mit Gwen McCrae; Autor: Clarence Reid                                                 |
| 1976 | Love in Motion / Givin’ Back the Feeling Diamond Touch       | — | — | — | — | — | — | Dance4 (15 Wo.)Dance | Erstveröffentlichung: Dezember 1976 Autor: Gregg Diamond                                                               |
| 1977 | Kiss Me (The Way I Like It) George McCrae (1978)             | — | — | — | — | — | R&B57 (11 Wo.)R&B | Dance14 (13 Wo.)Dance | Erstveröffentlichung: Oktober 1977 Autor: Saxton Kari                                                                  |
| 1978 | Let’s Dance (People All Over the World) George McCrae (1978) | — | — | — | — | — | R&B93 (3 Wo.)R&B | — | Erstveröffentlichung: Juni 1978 Autoren: George McCrae, Harry Wayne Casey, Richard Finch                               |
| 1979 | I Want You Around Me We Did It!                              | — | — | — | — | — | R&B91 (3 Wo.)R&B | — | Erstveröffentlichung: Dezember 1978 Autoren: Timmy Thomas, Harry Wayne Casey, Richard Finch                            |
| 1979 | Don’t You Feel My Love We Did It!                            | — | — | — | — | — | — | Dance25 (12 Wo.)Dance | Erstveröffentlichung: Juni 1979 Autoren: Harry Wayne Casey, Richard Finch                                              |
| 1984 | One Step Closer (To Love) One Step Closer to Love            | — | — | — | UK57 (4 Wo.)UK | — | — | — | Erstveröffentlichung: Januar 1984 Autoren: George McCrae, Russ Mitchell                                                |
| 1984 | Own the Night                                                | — | — | — | — | — | — | Dance59 (5 Wo.)Dance | Erstveröffentlichung: August 1984 Autoren: Franne Golde, M. D. Lauria, Marti Sharron                                   |
| 1987 | Rock Your Baby (Paul Hardcastle Remix) –                     | DE42 (9 Wo.)DE | — | — | UK92 (2 Wo.)UK | — | — | — | Erstveröffentlichung: Januar 1987 Remix: Paul Hardcastle                                                               |
| 1995 | Do Something                                                 | DE82 (4 Wo.)DE | — | — | — | — | — | — | Erstveröffentlichung: Juli 1995 Autoren: George McCrae, Andy Fabulous, Capony, Michael L. L. Muman, Mr. Jay Be         |

Weitere Singles
- 1971: Take It All Off
- 1972: Please Help Me Find My Baby
- 1972: Back Dues (als George Mac Crae)
- 1976: I’ll Do the Rockin’ (mit Gwen McCrae)
- 1977: I’m Gonna Stay with My Baby Tonight
- 1984: Listen to Your Heart
- 1984: Never Too Late (mit Angela Kelman)
- 1987: That’s Love
- 1987: Girls Don’t Lie
- 1988: Nice and Slow
- 1989: Rock Me All the Way
- 1990: Breathless
- 1991: Take This Love of Mine
- 1991: Calling Love
- 1992: Rock My N° 1’s (Miami House Attack feat. George McCrae)
- 1994: All Around the World (The Fresh Taste of Happiness)
- 1995: Time for Emotions
- 1995: Wanna Be Your Lover
- 1996: Little Things Softly
- 2002: Rock Your Baby (Flavour feat. George McCrae)
- 2002: Rock Your Baby (Gare du Nord feat. George McCrae)
- 2005: Rock Your Baby (Miami House Attack feat. George McCrae)
- 2006: I Love Her (mit Francesco Napoli)
- 2009: It’s Been So Long 2009

## Auszeichnungen für Musikverkäufe
| Goldene Schallplatte - Kanada - 1975: für das Album Rock Your Baby |

Anmerkung: Auszeichnungen in Ländern aus den Charttabellen bzw. Chartboxen sind in ebendiesen zu finden.
| Land/RegionAuszeichnungen für Musikverkäufe (Land/Region, Auszeichnungen, Verkäufe, Quellen) | Silber     | Gold     | Platin | Verkäufe | Quellen         |
| -------------------------------------------------------------------------------------------- | ---------- | -------- | ------ | -------- | --------------- |
| Deutschland (BVMI)                                                                           | —          | Gold1    | —      | 250.000  | Einzelnachweise |
| Kanada (MC)                                                                                  | —          | Gold1    | —      | 50.000   | musiccanada.com |
| Vereinigtes Königreich (BPI)                                                                 | 2× Silber2 | Gold1    | —      | 810.000  | bpi.co.uk       |
| Insgesamt                                                                                    | 2× Silber2 | 3× Gold3 | —      |          |                 |